# Ralph Abercromby
Sir Ralph Abercromby (7. října 1734 – 28. března 1801) byl britský generál, který se proslavil v rané fázi napoleonských válek. Bojoval v Nizozemí v letech 1793–1795, byl vojenským velitelem Irska 1797–1798. V roce 1801 se úspěšně vylodil s britským expedičním sborem v Egyptě a v bitvě u Alexandrie (21. březen 1801) porazil zde dislokované francouzské síly. Během bitvy utrpěl smrtelné zranění, na jehož následky o sedm dní později zemřel.